# Mikroregion Poděbradské Polabí
Mikroregion Poděbradské Polabí je dobrovolný svazek obcí dle zákona v okresu Nymburk, jeho sídlem jsou Poděbrady a jeho cílem je rozvoj mikroregionu. Sdružuje celkem 20 obcí.

## Obce sdružené v mikroregionu
- Dymokury
- Choťánky
- Kouty
- Křečkov
- Městec Králové
- Poděbrady
- Sány
- Senice
- Sokoleč
- Vlkov pod Oškobrhem
- Činěves
- Dobšice
- Záhornice
- Běrunice
- Dlouhopolsko
- Chotěšice
- Chroustov
- Kněžice
- Kněžičky
- Sloveč